# Гичко Василь Михайлович
Гичко́ Васи́ль Миха́йлович (27 вересня 1938 Франція) — український співак, заслужений працівник культури України. Соліст ансамблів «Боржава» та «Верховина», а також Закарпатського народного хору.

## Біографія
Народився 27 вересня 1938 року у Франції в сім'ї шахтаря та домогосподарки — трудових мігрантів з Підкарпатської Русі.
В Україну сім'я Гичків повернулась у 1941 році та оселилась в селі Сокирниця Хустського району. Освіту здобув у Сокирницькій семирічній школі. Саме там вчитель музики розгледів співочий талант у здібного учня.
Мистецтво вокалу Василь Гичко опановував сам. Самостійно навчився грати на сопілці, коли був пастухом на полонині Ружа.
Трудову діяльність розпочав у Буштині на деревообробному комбінаті столяром. У вільний від роботи час співав у місцевому ансамблі. Проте, одружившись з Ганною Русин, уродженкою села Кам'янське, в молодої пари виникли проблеми з пошуком житла. Після клопотання до Довжанського деревообробного комбінату питання вирішилось позитивно, і Василь Гичко оселяється в Довгому.
В Довгому Василь Гичко працював столяром, потім слюсарем, а після закінчення курсів — електрогазозварювальником. Із роботою поєднував навчання у вечірній Довжанській середній школі та виступи в ансамблі.

## Творчість
Василь Гичка брав участь у ансамблях «Боржава» села Довге, «Верховина» міста Іршава та був солістом Закарпатського народного хору. Ще за часів СРСР виступав за кордоном в таких країнах, як Фінляндія, Німеччина, Польща, Чехословаччина тощо. Загалом за своє життя дав близько 3 тисяч концертів.
В репертуарі співака — пісні «Верховино, мати моя», «Заспівай вівчарю пісню», «Вечір у Карпатах» тощо.
Записав власний альбом, до якого входить 18 пісень.

## Відзнаки і нагороди
З 1985 року — Заслужений працівник культури України.